# Audrey Tautou
Audrey Justine Tautou (født 9. august 1976) er en fransk skuespiller. Hun er særligt kendt for titelrollen i Den fabelagtige Amélie fra Montmartre fra 2001.

## Udvalgt filmbiografi
- Den fabelagtige Amélie fra Montmartre (2001)
- Den spanske lejlighed/l'Auberge espagnole (2001)
- Elsker, elsker ikke (2002)
- Dirty Pretty Things (2002)
- En lang forlovelse (2004)
- Da Vinci Mysteriet (2006)
- Bare sammen (2006) af Claude Berri
- Coco før Chanel (2009)
- La Délicatesse (2011)